# Carolyn McCormick
Carolyn Inez McCormick (Midland (Texas), 19 september 1959) is een Amerikaanse actrice.

## Biografie
McCormicks vader bezat een olieboorbedrijf in Houston. Zij heeft de high school doorlopen in Houston en hierna haalde zij haar Bachelor of Fine Arts aan het Williams College in Williamstown (Massachusetts). Ook haalde zij haar Master of Fine Arts aan de American Conservatory Theater in San Francisco.  
McCormick begon in 1985 met acteren in de film Enemy Mine. Hierna heeft zij nog meerdere rollen gespeeld in films en televisieseries, het meest bekend is zij van haar rol als dr. Elizabeth Olivet in de televisieseries Law & Order waarin zij in zevenentachtig afleveringen speelde (1991-2009). Deze rol speelde zij ook deze rol in de spin-offs zoals Law & Order: Criminal Intent en Law & Order: Special Victims Unit.
McCormick heeft ook in het theater gestaan, in 2004 heeft zij opgetreden in New York samen met Sabrina Le Beauf die bekend is van de televisieserie The Cosby Show.
McCormick is getrouwd met acteur Byron Jennings en zij hebben samen twee kinderen.

## Filmografie

### Films
- 2022 A Holiday Spectacular - als Elisabeth Bingham
- 2021 The Last Thing Mary Saw - als Agnes
- 2020 A Murder to Remember - als Celeste
- 2020 Overlook - als Grace
- 2018 Mapplethorpe - als Joan Mapplethorpe
- 2017 The Post - als mrs. McNamara
- 2017 Maggie Black - als Elizabeth
- 2016 The Interestings - als Betsy Wolf
- 2016 Equity - als dokter van Naomi
- 2015 The Shells - als Maryann Marzena
- 2013 That Thing with the Cat – als Krystal
- 2011 Downtown Express – als Marie
- 2010 True Nature – als Becky Pascal
- 2009 Whatever Works – als Jessica
- 2008 Nights in Rodanthe – als Jenny
- 2008 Proud Iza – als Alice Monaco
- 2006 Spectropia – als Verna
- 2005 Loverboy – als Makelaar Ruth
- 2002 Emmett's Mark – als mrs. Carlin
- 2002 This Is Not a Chair – als mrs. Morrison
- 1999 To Serve and Protect – als Dokter van Tyler
- 1999 You Know My Name – als Zoe
- 1998 Whisbone's Dog Days of the West – als werkneemster
- 1998 The Warlord: Battle for the Galaxy – als Rula Kor
- 1997 Francesco's Friendly World: The Gifts of Christmas – als Gabriella
- 1995 Burnzy's Last Call – als Danielle
- 1994 A Simple Twist of Fate – als Elaine McCann
- 1994 Cries Unheard: The Donna Yaklich Story – als Susie
- 1992 Rain Without Thunder – als verslaggeefster
- 1986 D.C. Cops – als Deborah Mathseson
- 1985 Enemy Mine – als Morse

### Televisieseries
Uitgezonderd eenmalige gastrollen.
- 2018 - 2019 Bull - als rechter Marion Stadler - 2 afl.
- 1999 - 2018 Law & Order: Special Victims Unit - als dr. Elizabeth Olivet - 6 afl.
- 2010 One Life to Live – als rechter Burdett – 3 afl.
- 1991 – 2009 Law & Order – als dr. Elizabeth Olivet – 87 afl.
- 2001 – 2004 Judging Amy – als Ellis Bonham – 3 afl.
- 1997 – 1999 Cracker – als Judith Fitzgerald – 16 afl.
- 1996 Homicide: Life on the Street – als Linda Mariner – 2 afl.
- 1988 – 1990 Star Trek: The Next Generation – als Minuet – 2 afl.
- 1986 – 1987 Spenser: For Hire – als Rita Fiori – 22 afl.

### Computerspellen
- 2002 Bloodrayne – als stem
- 2000 Deus Ex – als diverse stemmen

### Theaterwerk
- 2008 – 2009 Equus – als Dora Strang
- 2004 Eve-olution – als ??
- 2002 Private Lives – als Amanda Prynne
- 2000 – 2001 The Dinner Party – als Mariette Levieux

- Gemeinsame Normdatei: 1053316712
- International Standard Name Identifier: 0000 0000 4435 3319
- Library of Congress Control Number: no2004015624
- MusicBrainz: 412676bf-d607-4af3-91af-6ace9e27f378
- Nationale Bibliotheek van Israël: 987007314777205171
- Nederlandse Thesaurus van Auteursnamen: 314292454
- Virtual International Authority File: 58785620
- WorldCat: E39PBJh4rjphk7Tt84jgTFhT73